# Toni Rom
Carl Anton "Toni" Rom (ur. 10 marca 1909 w Würzburgu, zm. 30 grudnia 1994 tamże) – niemiecki wioślarz, złoty medalista olimpijski.
Wystartował na igrzyskach olimpijskich w Berlinie w 1936 roku, gdzie reprezentanci III Rzeszy w składzie: Rudolf Eckstein, Toni Rom, Martin Karl i Wilhelm Menne zdobyli złoty medal w czwórkach bez sternika. W wyścigu finałowym o 4,7 sekundy wyprzedzili Brytyjczyków i o 8,8 sekundy Szwajcarów. Był to jego jedyny start olimpijski.
W tej samej konkurencji wywalczył także złoty medal na mistrzostwach Europy w Lucernie (1934). Ponadto zwyciężył w czwórkach ze sternikiem na mistrzostwach Europy w Berlinie (1935).
W 1933 zdobył mistrzostwo kraju w ósemkach ze sternikiem, a w latach 1934-36 zwyciężał w czwórkach bez sternika.